# Bad Sauerbrunn
Bad Sauerbrunn (hongrois Savanyúkút) est une commune d'Autriche, dans le Burgenland. Elle fait partie du district de Mattersburg.

## Géographie
Cette ville d'eau à 7 kilomètres de Wiener Neustadt possède la source thermale la plus riche en magnésium d'Autriche, à laquelle elle doit son nom. 
Le parc naturel Rosalia-Kogelberg se trouve également sur le territoire de la commune.

## Histoire
Bad Sauerbrunn est reconnue station thermale depuis 1901. À cette époque elle se trouvait, sous le nom de Savanyúkút, dans la partie hongroise de l'Empire austro-hongrois, mais était peuplée en majorité de germanophones : les Heinzen. Fin 1918, alors que la Hongrie proclame son indépendance, les Heinzen demandent à être autrichiens, conformément au principe d'autodétermination du dixième des 14 points du président américain Wilson. Leur revendication est prise en compte aux traités de Traité de Saint-Germain-en-Laye (1919) et de Trianon (1920) qui attribuent le Burgenland et Bad Sauerbrunn à l'Autriche.
En 1985, la commune ouvre le centre de santé Bad Sauerbrunn qui donne accès à l'eau Säuerling connue pour soulager divers troubles de la santé. Le bain thermal ouvre en 2004. Le centre est géré par l'entreprise autrichienne privée Vamed depuis 2007.
En 2016, la Poste autrichienne (Post AG) annonce la fermeture imminente du bureau de poste de Bad Sauerbrunn, préférant développer un réseau de sous-traitants pour réduire son budget opérationnel.

## Tourisme
Jusqu'à la pandémie de Covid-19, le spa Sauerbrunn est un important pilier pour le développement du tourisme. En 2016, 125 000 nuitées ont été enregistrées dans l'établissement.